# Glyptogeotrupes ovchinnikovi
Glyptogeotrupes ovchinnikovi är en skalbaggsart som beskrevs av Nikolajev 2004. Glyptogeotrupes ovchinnikovi ingår i släktet Glyptogeotrupes och familjen tordyvlar. Inga underarter finns listade i Catalogue of Life.